# New Salem, North Dakota
New Salem är en ort (city) i Morton County i delstaten North Dakota i USA. Orten hade 973 invånare, på en yta av 3,62 km² (2020). New Salem grundades år 1883.
Salem Sue, en koskulptur av glasfiber, är en av ortens sevärdheter.